# Алгебраическая сложность
Алгебраическая сложность — раздел теории сложности вычислений, имеющий дело с полиномами. Был создан в основном благодаря работам Ф. Штрассена.

## Алгебраическая сложность полинома

### Определение
Алгебраической сложностью полинома {\displaystyle f}, которую обозначают через {\displaystyle L(f)}, называется длина кратчайшей неветвящейся программы, вычисляющей {\displaystyle f}.
Неветвящейся программой называется последовательность функций {\displaystyle f_{1},...,f_{i},...}, определённая следующим образом:
{\displaystyle f_{1}=A_{1}(x_{1},...,x_{k})B_{1}(x_{1},...,x_{k})},
…
{\displaystyle f_{i}=A_{i}(x_{1},...,x_{k},f_{1},...,f_{i-1})B_{i}(x_{1},...,x_{k},f_{1},...,f_{i-1})},
…
где {\displaystyle A} и {\displaystyle B} — полиномы первой степени. Длиной неветвящейся программы называется число членов в последовательности {\displaystyle f_{1},...,f_{i},...}. Неветвящаяся программа длиной {\displaystyle m} вычисляет полином {\displaystyle p}, если {\displaystyle f_{m}=p}.

### Свойства
- Существует полином степени {\displaystyle n} от одной переменной, алгебраическая сложность которого не меньше {\displaystyle \Omega ({\sqrt {n}})}.

### Нерешённые проблемы
- Неизвестны нетривиальные нижние и верхние оценки алгебраической сложности частичных сумм разложения функции в ряд {\displaystyle e^{x}\sim 1+x+{\frac {x^{2}}{2}}+\ldots +{\frac {x^{n}}{n!}}}. Существует гипотеза, что для вычисления первых n слагаемых этого ряда требуется выполнить {\displaystyle \Omega (n)} умножений[5].
- Неизвестны нетривиальные нижние и верхние оценки алгебраической сложности частичных сумм разложения функции в ряд {\displaystyle \ln(1-x)\sim -x-{\frac {x^{2}}{2}}-\ldots -{\frac {x^{n}}{n}}}.

## Аддитивная сложность матрицы

### Определение
Рассмотрим операцию умножения квадратной матрицы с постоянными элементами:
{\displaystyle {\begin{pmatrix}a_{11}&a_{12}&...&a_{1n}\\...&...&...&...\\a_{n1}&a_{n2}&...&a_{nn}\end{pmatrix}}} на вектор {\displaystyle x=(x_{1},...,x_{n})}.
Аддитивной сложностью квадратной матрицы {\displaystyle A} называется длина самой короткой последовательности функций {\displaystyle f_{1},...,f_{i},...}, вычисляющих произведение вектора {\displaystyle x} на {\displaystyle j} строку таблицы {\displaystyle A} и определённых следующим образом: {\displaystyle f_{1}=\alpha _{1}u_{1}+\beta _{1}v_{1}}, ...,{\displaystyle f_{i}=\alpha _{i}u_{i}+\beta _{i}v_{i}}, ... где {\displaystyle u_{i},v_{i}\in \left\{x_{1},...,x_{n},f_{1},...,f_{i-1}\right\}}, а {\displaystyle \alpha _{i},\beta _{i}} являются постоянными.

### Свойства
- Аддитивная сложность произвольной матрицы равна {\displaystyle O(n^{2})}. У некоторых видов матриц она меньше. Например, у матрицы быстрого преобразования Фурье, она равна {\displaystyle O(n\log _{2}n)}.

## Класс VP
Классом VP называется множество всех семейств полиномов {\displaystyle f_{n}}, для которых {\displaystyle L(f_{n})\leqslant p(n)}. Например, задача вычисления детерминанта матрицы принадлежит классу VP. Класс сложности вычислений VP является алгебраическим аналогом класса P из теории сложности вычислений.

## Класс VNP
Класс VNP включает в себя семейство полиномов {\displaystyle f_{n}(x_{1},...,x_{m(n)})}, если для него найдется семейство полиномов {\displaystyle \left\{g_{n}(x_{1},...,x_{m(n)},y_{1},...,y_{k(n)})\right\}} из класса VP такое, что выполнено равенство {\displaystyle f_{n}(x_{1},...,x_{m(n)})=\sum _{e\in \left\{0,1\right\}^{k(n)}}^{}g_{n}(x_{1},...,x_{m(n)},e_{1},...,e_{k(n)})}. Суммирование ведется по всем векторам {\displaystyle e} из нулей и единиц длины {\displaystyle k(n)}, а {\displaystyle e_{i}} равно значению {\displaystyle i}-й координаты вектора e. Например, задача вычисления перманента матрицы принадлежит классу VNP. Класс сложности вычислений VNP является алгебраическим аналогом класса NP из теории сложности вычислений.